# Ceyhan Yazar
Ceyhan Yazar (Soma, 1º febbraio 1944) è un ex calciatore turco, di ruolo attaccante.

## Carriera
Inizia la carriera in patria nel Göztepe, da cui fu ingaggiato dopo essersi diplomato, giocando nella massima serie turca dal 1961 al 1968, ottenendo come miglior piazzamento il terzo posto nella stagione 1964-1965. Con la squadra di Smirne giocò in tre edizioni della Coppa delle Fiere. Disputò due incontri nella Coppa delle Fiere 1964-1965, venendo eliminato con i suoi ai trentaduesimi contro i romeni del Petrolul Ploiești. Nella Coppa delle Fiere 1966-1967 giocò un incontro nel primo turno contro gli italiani del Bologna, segnando una rete, ed infine tre incontri nella Coppa delle Fiere 1967-1968, raggiungendo il terzo turno del torneo da cui furono estromessi dagli jugoslavi del Vojvodina; in quell'edizione Yazar con i suoi ottenne la prima vittoria esterna in una competizione europea per una squadra turca, ottenuta contro i belgi dell'Anversa.
Dopo essersi laureato in economia, si trasferisce negli Stati Uniti d'America per conseguire un master. Dopo aver giocato con il New York Hota, venne ingaggiato dai Rochester Lancers, franchigia della North American Soccer League, con cui vince la North American Soccer League 1970, pur non venendo schierato nelle finali contro i Washington Darts.
Nel 1971 viene ingaggiato dalla neonata franchigia NASL dei N.Y. Cosmos. In quella edizione della lega la corsa al titolo nordamericano con i Cosmos fu interrotta alle semifinali, perse contro gli Atlanta Chiefs.

## Palmarès
- Campionato NASL: 1

Rochester Lancers: 1970